# Der Raubüberfall (Nikolai Leskow)

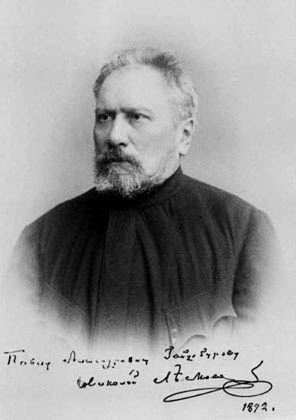
Nikolai Leskow im Jahr 1872

Der Raubüberfall (russisch Грабёж, Grabjosch) ist eine Groteske des russischen Schriftstellers Nikolai Leskow, die 1887 in der Dezemberausgabe der Literaturbeilage zum Knischki Nedeli (Wochenbüchlein) erschien.
In Orjol hält gegen Ende der 1830er Jahre beinahe jeder jeden für einen Spitzbuben. Bei solchem bilateralen Generalverdacht rückt dann unten skizzierte hanebüchene Begebenheit durchaus in den Bereich des Möglichen.

## Form
Der Orjoler Kaufmann Michailo Michailytsch, Mischa genannt, erzählt 1887 eine Geschichte, die sich vor fünfzig Jahren in seiner Jugendzeit in seiner Vaterstadt Orjol mitten im Winter zutrug. Leskow schreibt andauernd von Spitzbuben, vor denen sich die Halbwaise Mischa und sein aus Jelez stammendes Mamachen ängstigen. Weil sich beide sogar am helllichten Tage in ihrem Orjoler Anwesen aus Furcht vor einem Raubüberfall einschließen, werden sie von dem unangekündigt anreisenden Iwan Leontjitsch – das ist Mamachens Bruder aus Jelez – verlacht. Weil dieser 65-jährige Onkel Mischas eine größere Summe Geldes mitführt und die Orjoler Spitzbuben auf fast jeder Seite des Textes erwähnt werden, erwartet der auf die Folter gespannte Leser in jedem Augenblick den titelgebenden Überfall seitens der Spitzbuben. Allerdings hat Leskow eine polare Pointe parat. Den Überfall verüben – aus Furcht vor einem Spitzbuben – zwei unbescholtene Bürger: Mischa und der Jelezer Onkel.

## Inhalt
Mischa erzählt eingangs über sich als 19-Jährigen: „… ich … strotzte derart von Gesundheit, daß ich Ohnmachtsanfälle und Nasenbluten bekam.“ Mamachen erkennt die Ursache wohl. Sie sucht nach einer passenden Ehefrau für ihr einziges Muttersöhnchen. Da kommt ihr Bruder dazwischen. Dem Kirchenältesten Iwan Leontjitsch ist in Jelez der Diakon ausgefallen. Er will den Orjolern einen ihrer Diakone wegschnappen. Der mit der mächtigsten Singstimme ist gesucht. Der ortskundige Mischa muss den Onkel in eine Orjoler Gastwirtschaft begleiten, in der einer von zwei Kandidaten nach einem privaten Kirchensängerwettstreit unter totalem Ausschluss der Öffentlichkeit ausgewählt werden soll. Der geldbepackte Onkel hat den Neffen zu seinem Begleitschutz mitgenommen und ihm als Anreiz am Nachmittag eine neue Taschenuhr gekauft. Mamachen hat Mischa das Tragen einer Uhr noch nicht gestattet. Nach Meinung Iwan Leontjitschs könnte der muskelbepackte Mischa, wenn er wollte, einen Ochsen erschlagen. Mischa, der seiner Mutter gewöhnlich im Rockzipfel hängt, hat gelegentlich in Orjol bei Raufereien heimlich mitgemischt. Er erzählt über sich, dass er beim Raufen mit seiner Faust zehn Mann zu Boden gestreckt hatte.
Nach dem abendlichen Vorsingen innerhalb einer weit gespannten Tonskala, also beginnend mit dem tiefen, fernen Murmeln bis zum Schrei, „daß die Fensterscheiben klirrten“, favorisiert der Onkel den Diakon der Orjoler Nikiti-Kathedrale aus dem Viertel Djatschkow. Der volle Klang entfleucht der Brust des Diakons erst nach einem Glas reinen Jamaika-Rums. Weil sich der Gastwirt nicht an eine Abmachung hielt – er ließ heimlich Publikum beim Vorsingen zu – gehen die Parteien im Streit auseinander; verlassen kurz nacheinander die Wirtschaft. Auf dem Nachhauseweg kommt es zu dem oben erwähnten „Raubüberfall“. Im Dunkel der Nacht, im dichtesten Schneefall am Ufer der vereisten Oka, bekommt es der Onkel, der tagsüber bei jeder Gelegenheit den Maulhelden markiert hatte, mit der Angst zu tun. Mischa lässt sich nichts anmerken. Er und der Onkel halten den Diakon der Nikiti-Kathedrale für einen Räuber, schlagen ihn nieder und rauben ihm seine Taschenuhr.
Als Mischa und der Onkel daheim ihren Irrtum erkennen – Mischas neue Taschenuhr tickt noch an der Wand über Mischas Bett und in der Hand hält er ein zweites Chronometer – stellen sie sich der Orjoler Polizei; zeigen sich selbst an. Der im Revier bereits anwesende Diakon der Nikiti-Kathedrale nimmt nach dem nächtlichen Vorfall von einer Übersiedelung nach Jelez Abstand.
Fortan hält sich Mischa für einen Dieb und meint, kein Mädchen würde ihn heiraten. Die Brautwerberin Matrjona Terentewna redet ihm das aus. Er habe doch nichts genommen, sondern etwas zur Polizei hingetragen.
Mischa bekommt eine Frau. Als das Paar Kinder hat, ist Mischa längst vom Rockzipfel Mamachens losgekommen.

## Deutschsprachige Ausgaben
Verwendete Ausgabe:
- Der Raubüberfall. Deutsch von Wilhelm Plackmeyer. S. 277–327 in Eberhard Reißner (Hrsg.): Nikolai Leskow: Gesammelte Werke in Einzelbänden. Der Gaukler Pamphalon. 616 Seiten. Rütten & Loening, Berlin 1971 (1. Aufl.)